# Kronburg
Kronburg är en kommun och ort i Landkreis Unterallgäu i Regierungsbezirk Schwaben i förbundslandet Bayern i Tyskland.
Kommunen ingår i kommunalförbundet Illerwinke tillsammans med köpingen Legau och kommunen Lautrach.